# Ногкау (Знаурский район)
Ногкау (осет. Ногхъæу), ранее Алхасен (осет. Алхасен, груз. ახალშენი — Ахалшени) — село в Закавказье. Согласно административно-территориальному делению Южной Осетии, фактически контролирующей село, расположено в Знаурском районе, согласно административно-территориальному делению Грузии — в Карельском муниципалитете.

## География
Расположено на реке Проне Средняя в центре Знаурского района к северу от райцентра Знаур.
В селе расположено единственная грузинская школа в Знаурском, ныне и в Цхинвальском и Дзауском районах, считается единственной на большей части Республики.

## Население
По переписи 1989 года из 376 жителей грузины составили 81 % (300 чел.), осетины — 19 % (76 чел.). Затем, после событий начала 1990-х гг., село опустело.

## Топографические карты
- Лист карты K-38-64 Цхинвали. Масштаб: 1 : 100 000. Состояние местности на 1987 год. Издание 1989 г.